# Straubing
Straubing è una città extracircondariale della Baviera, a 135 km da Monaco. Ogni anno, dal 1812, si celebra il Gäubodenvolksfest, la più grande festa popolare bavarese dopo l’Oktoberfest della capitale.

## Geografia fisica
La città è al centro del Gäuboden, un'area assai fertile, il cosiddetto Kornspeicher Bayerns (granaio della Baviera), alla confluenza della Große Laber nel Danubio.

## Storia
L'odierna città di Straubing viene fondata dal duca Ludovico I duca di Baviera nel 1218. La zona era comunque abitata da secoli: i romani vi dominarono per ben quattro secoli, chiamandola Sorviodurum.
Oggi la città è un importante centro economico, un polo della biotecnologia bavarese e tedesca.

## Confessioni religiose
Nel 2005 il 68,1% della popolazione si professava cristiano-cattolico, il 13,8% cristiano-evangelico il 18,1% appartenente ad altra confessione o non credente.

La comunità ebraica di Straubing è la seconda più estesa della Baviera (con sinagoga e cimitero), contando 1 700 membri nel 2002.

## Monumenti e luoghi d'interesse
- Torre cittadina (Stadtturm)
- Palazzo ducale (Herzogsschloss)

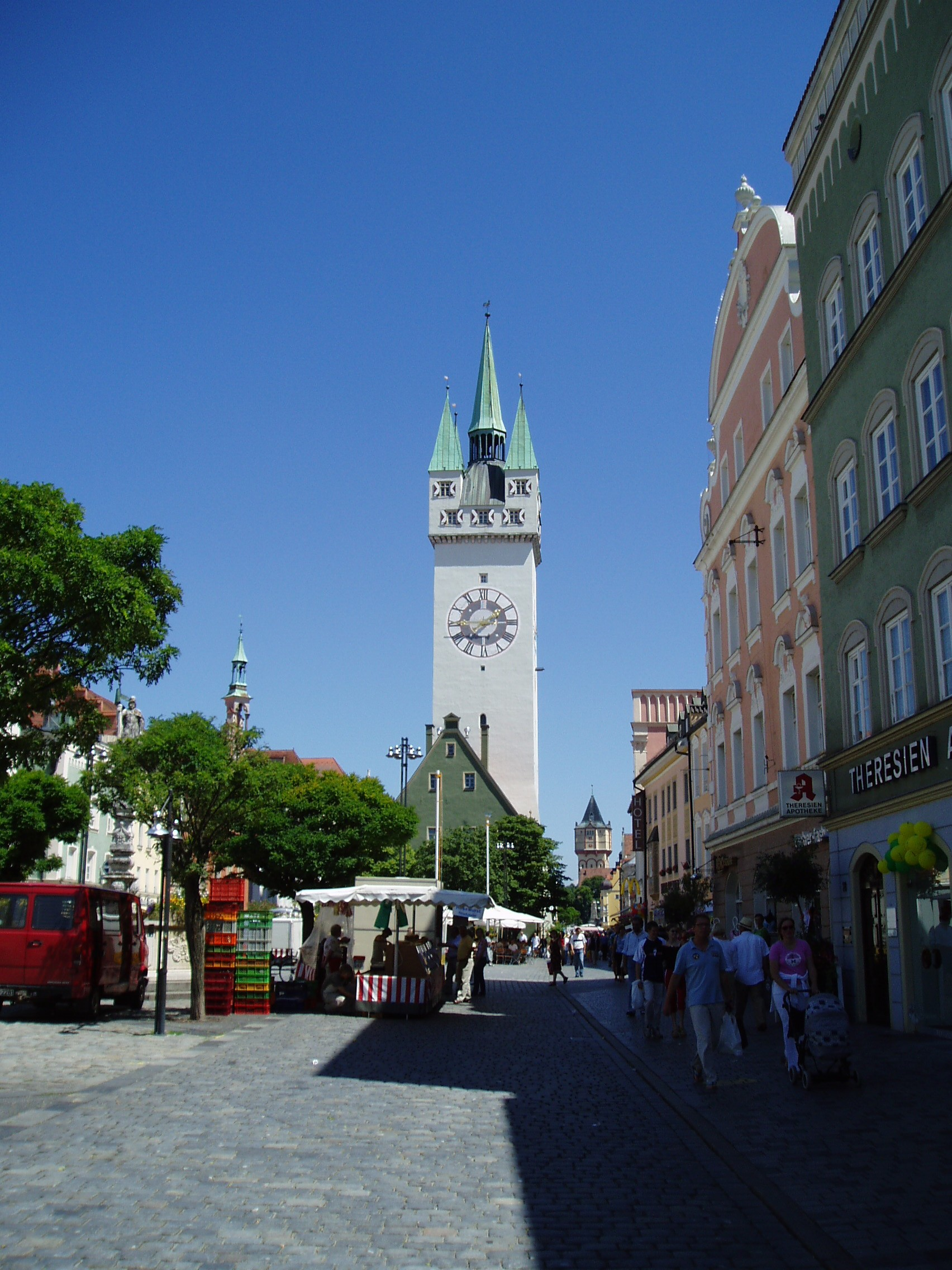
Torre vista da Theresienplatz

- Chiesa romanica di San Pietro, con annesso cimitero medioevale dalle tipiche croci in ferro battuto e Cappella dei Morti (1486).
- Basilica di San Giacomo, con il Moses-Fenster (finestra di Mosè), realizzato secondo il progetto di Albrecht Dürer dal maestro vetraio Veit Hirschvogel.

## Musei
- Gäubodenmuseum, dove è esposto il tesoro romano (Römerschatz) ritrovato nel 1950: famose le maschere d'oro.
- Museo del palazzo ducale

## Amministrazione

### Gemellaggi
- Romans-sur-Isère, dal 1971
- Wels, dal 1972
- Tuam, dal 1991